# Plato (genre)
Pour les articles homonymes, voir Plato.
Genre
Plato est un genre d'araignées aranéomorphes de la famille des Theridiosomatidae.

## Distribution
Les espèces de ce genre se rencontrent en Amérique du Sud.

## Liste des espèces
Selon World Spider Catalog (version 25.0, 25/06/2024) :
- Plato bicolor (Keyserling, 1886)
- Plato bruneti (Gertsch, 1960)
- Plato ferriferus Prete, Cizauskas & Brescovit, 2018
- Plato guacharo (Brignoli, 1972)
- Plato hamatus Prete & Brescovit, 2024
- Plato juberthiei Lopez, 1996
- Plato miranda (Brignoli, 1972)
- Plato novalima Prete, Cizauskas & Brescovit, 2018
- Plato omnipraesens Prete & Brescovit, 2024
- Plato peruana Prete & Brescovit, 2024
- Plato striatus Prete, Cizauskas & Brescovit, 2018
- Plato troglodita Coddington, 1986

## Systématique et taxinomie
Ce genre a été décrit par Coddington en 1986 dans les Theridiosomatidae.

## Publication originale
- Coddington, 1986 : « The genera of the spider family Theridiosomatidae. » Smithsonian Contributions to Zoology, no 422, p. 1-96 (texte intégral) (en).